# The Elder Scrolls II: Daggerfall
The Elder Scrolls II: Daggerfall (in Deutschland auch Daggerfall – Die Schriften der Weisen) ist ein Open-World-Computer-Rollenspiel, das 1996 für MS-DOS erschienenen ist und von Bethesda Softworks entwickelt wurde. Es ist der zweite Teil der Elder-Scrolls-Reihe und Nachfolger von The Elder Scrolls: Arena. Seit 2009 wird das Spiel auf der Website des Herstellers zum kostenlosen Download angeboten.

## Handlung
Im Geheimauftrag des Kaisers Uriel Septim VII. wird der Spieler zur Iliac-Bucht in die Stadt Daggerfall gebracht. Die Missionen sind es herauszufinden, weshalb der Geist des verstorbenen Königs Lysandus die Stadt heimsucht und einen verschwundenen Brief des Kaisers an die Königin von Daggerfall zu finden. Der Brief enthüllt, dass Nulfaga, die Mutter von König Lysandus, weiß, wo sich das Mantella befindet. Mit diesem Edelstein kann der riesige Messing-Golem Numidum erweckt werden. Neben dem Kaiser Uriel Septim und dessen Agenten, die Klingen, sind auch andere hinter dem Mantella her, wie etwa der mächtige Nekromant Mannimarco, König der Würmer. Das Spiel besitzt mehrere mögliche Enden, die davon abhängen, wem der Spieler das Mantella nach dessen Erlangung aushändigt.

## Spielwelt
Wie andere Elder-Scrolls-Spiele spielt Daggerfall auf dem Fantasy-Kontinent Tamriel. Anders als der Vorgänger beschränkt sich die Spielwelt allerdings auf die Regionen Hammerfall und Hochfels im Nordwesten von Tamriel.
Laut Bethesda misst die Spielwelt mehr als 487.000 Quadratkilometer, weshalb sie als eine der größten Welten in einem Computerspiel gilt. Möglich ist dies, da ein Großteil der Spielwelt zufallsgeneriert ist. Die Welt soll 15.000 Dörfer, 750.000 NPCs und 500 Bücher enthalten.

## Spielprinzip
Zu Beginn des Spiels wird durch die Beantwortung von Fragen ein Charakter generiert. Es gibt acht Rassen und 16 Klassen. Gesteuert wird Daggerfall mit Maus und Tastatur. Es bietet eine offene Spielwelt in 3D-Grafik. Neben einem Tag- und Nachtzyklus simuliert das Spiel auch unterschiedliche Wetterbedingungen wie Nebel, Regen und Schnee. Kämpfe finden in Echtzeit statt, wobei die mit der Waffe auszuführende Bewegung mit der Maus durch Ziehen über den Bildschirm vorgemacht werden muss. Skills werden durch Anwendung aufgelevelt und es ist möglich, Zaubersprüche selbst herzustellen. Es gibt 18 Waffen in zehn Materialien und sieben Rüstungsklassen, die aus zwölf verschiedenen Materialien bestehen können.

## Entwicklung und Veröffentlichung
Ursprünglich plante man bei Bethesda, den Vorgänger Arena durch Module zu erweitern. So standen laut Game-Designer Vijay Lakshman Daggerfall und Gramefeste, die Hauptstadt der Region Morrowind ganz oben auf der Liste.

„Was viele nicht wissen: Meine ursprüngliche Vision war, Tamriel nur als Startwelt zu designen und diese wie bei D&D durch Module zu erweitern, also die Historie und die Mythologie zu vertiefen. Ganz oben auf der Liste standen die Gramfeste – die Hauptstadt Morrowinds – und die Region Daggerfall. In gewisser Weise waren wir damit der DLC-Idee voraus.“

Entgegen der Packungsaufschrift – „Komplett in Deutsch (über 250.000 Wörter)“ – war das Spiel nicht in deutscher Sprache verfügbar. Später wurden allerdings inoffizielle Übersetzungen von Fans angeboten.
Anlässlich des 15. Jubiläums der Elder-Scrolls-Reihe wurde das Spiel als Vollversion zum kostenlosen Download bereitgestellt.
Um das Spiel auf modernen Systemen lauffähig zu halten und die Technik zu modernisieren, haben Fans unterschiedliche Projekte hervorgerufen. So zum Beispiel ein Setup mitsamt DOSBox und inoffiziellen Patches oder Daggerfall XL auf Basis der XL Engine, einem Framework, das visuelle Verbesserungen und mehr Modding-Möglichkeiten verspricht. Auch ein Remake des Spiels in der Unity-Engine wurde umgesetzt.

## Rezeption
Da The Elder Scrolls II zu Release stark mit Fehlern behaftet war, wurde es von Spielern auch „Buggerfall“ genannt.
Das deutschsprachige Computerspielmagazin PC Games stellte vor allem die riesige Spielwelt mit einer Vielzahl an Möglichkeiten heraus, wodurch das Spiel eine langfristige Motivation biete. Kritikpunkt sei allerdings die Grafik, welche Gegenstände, Bäume, Häuser und Monster als „unwirtliche Pixelhaufen“ erscheinen ließ.

„Zuletzt konnte man solche Eigenschaften bei einem Vollpreisspiel vor ca. drei Jahren bewundern, die technischen Neuerungen sind an Daggerfall spurlos vorbeigegangen.“

Laut PC Joker bietet das Spiel im Vergleich zum Vorgänger zwar viel mehr Masse, aber kaum mehr Klasse. Auch Jörg Langer kritisiert im Test der PC Player sich wiederholende Bauteile in Ortschaften und Verliesen und immer gleich aussehende Personen. Zudem strotze das Spiel vor Logikfehlern. Für den Tester der Power Play scheint gar „der Gipfel der Belanglosigkeit erreicht.“
Die GameStar sprach 2016 von einem ungeschliffenen Rohdiamanten, der mit originellem Skill-System und großartiger Handlung aufwartete, auch wenn sich die Spielmechanik leicht austricksen lässt und das Spiel alles andere als fehlerfrei war.

### Auszeichnungen
Bei der Game Developers Conference 1997 wurde Daggerfall als bestes Adventure/Rollenspiel mit dem Spotlight Award ausgezeichnet.